# Blaskapelle Lublaska
Die Blaskapelle Lublaska ist ein schweizerisches Blasorchester.

## Geschichte
Die Blaskapelle Lublaska wurde im Herbst 1999 gegründet. Sie trat in der Schweiz auf Konzerten sowie in Radio und Fernsehen auf. Im Jahr 2003 belegte die Formation einen zweiten Platz von sechs Teilnehmern in der Profistufe der Europäischen Meisterschaft für böhmische und mährische Blasmusik; dem Wettbewerb wird im Herkunftsland der böhmisch-mährischen Musik allerdings die Authentizität abgesprochen.
Die Blaskapelle Lublaska setzt sich aus professionellen Musikern und Amateur-Musikanten zusammen. Die Besetzung mit drei Klarinetten, drei Flügelhörnern, einer Trompete, zwei Tenorhörnern, drei Posaunen, zwei Tuben und einem Schlagzeug ist der böhmischen Besetzung nachempfunden und so wird auch musiziert. Das Repertoire der Blaskapelle Lublaska beinhaltet neben böhmischen und mährischen Klassikern größtenteils Eigenkompositionen des Gründers und Leiters Benno Peter.

## Diskographie
- Links herum (2001), CD
- Hoch hinaus (2003), Phonoplay, CD
- Schwungvoll in den Tag (2005), Bauer-Studios, CD, DNB 359078001
- Musikantengrüsse (2009), Bauer-Studios, CD, DNB 993833225
- Herzensdinge (2013), Bauer-Studios, CD, DNB 1036101827